# William C. Mellor
William C. Mellor, A. S. C. (n. 29 iunie 1903, Missouri, SUA – d. 30 aprilie 1963, Los Angeles, California, SUA) a fost un director de imagine care a lucrat la Paramount, MGM și 20th Century Fox în timpul unei cariere care s-a întins pe trei decenii.
După ce a lucrat inițial la filme de categoria B în anii 1930, el a început să se remarce ca director de imagine în 1940, când a lucrat pentru Preston Sturges la The Great McGinty.
Colaborările cele mai apreciate ale lui Mellor au fost cu regizorii George Stevens (câștigând premiul Oscar pentru două dintre filmele sale, A place in the Sun în 1951 și Jurnalul Annei Frank în 1959) și William Wellman (Westward the Woman, 1951). De asemenea, el a colaborat la mai multe western-uri ale lui Anthony Mann, inclusiv The Naked Spur în 1953, și la mai multe musicaluri MGM. El a fost nominalizat pentru un Premiu Oscar pentru activitatea sa la Peyton Place (1957) al lui Mark Robson.
A murit subit în urma unui atac de cord în timp ce filma The Greatest Story Every Told, cu regizorul Stevens, în 1963. Loyal Griggs l-a înlocuit pe Mellor. El a fost înmormântat în Forest Lawn Memorial Park din Glendale, California.
Mellor a primit postum o nominalizare la Oscar pentru contribuția sa la acest film.

## Filmografie selectivă
- A Son Comes Home (1936)
- Birth of the Blues (1941)
- Too Late for Tears (1949)